# Bundesautobahn 671
Bundesautobahn 671 (em português: Auto-estrada Federal 671) ou A 671, é uma auto-estrada na Alemanha.
A Bundesautobahn 671 tem 12,5 km de comprimento.
Estados
Estados percorridos por esta auto-estrada:
- Hessen

Ver também
- Autoestradas da Alemanha
- Auto-estradas